# لي جونسون (كرة سلة)
لي جونسون (بالإنجليزية: Lee Johnson)‏ مواليد 16 يونيو 1957 في بلوميرفيل، هو لاعب كرة سلة أمريكي معتزل. بدأ مسيرته الاحترافية في سنة 1979. تم اختياره من قبل فريق هيوستن روكتس خلال الدرافت. يبلغ طوله 6 قدم 11 بوصة (2.1 م). اعتزل اللعب في 1993.

## المسيرة الاحترافية
لعب مع سباستياني باسكت رييتي في الدوري الإيطالي في موسم 1979–1980، ثم لعب مع هيوستن روكتس في سنة 1980، ثم لعب مع ديترويت بيستونز في سنة 1980، ثم لعب مع باسكت نابولي من سنة 1981 إلى 1984، ثم لعب مع مكابي تل أبيب لكرة السلة من سنة 1984 إلى 1987.

## روابط خارجية
- لي جونسون على موقع إن بي أي (الإنجليزية)
- لي جونسون على موقع سبورتس رفرنس (الإنجليزية)
- لي جونسون على موقع كلية كرة السلة في سبورتس رفرنس.كوم (الإنجليزية)
- لي جونسون على موقع ريلجم (الإنجليزية)
- لي جونسون على موقع بروبوليرز (الإنجليزية)